# Pavonitinidae
Pavonitinidae es una familia de foraminíferos bentónicos de la superfamilia Pavonitinoidea, del suborden Spiroplectamminina y del orden Lituolida. Su rango cronoestratigráfico abarca desde el Oligoceno hasta la Plioceno inferior.

## Discusión
Clasificaciones previas incluían Pavonitinidae en el suborden Textulariina del orden Textulariida, o en el orden Lituolida sin diferenciar el suborden Spiroplectamminina.

## Clasificación
Pavonitinidae incluye a las siguientes subfamilias y géneros:
- Subfamilia Spiropsammiinae
  - Spiropsammia †
- Subfamilia Pavonitininae
  - Pavonitina †
  - Pavopsammia †
  - Pseudotriplasia †
  - Zotheculifida †

Otro género considerado en Pavonitinidae es:
- Alveoclavulina † de la subfamilia Pavonitininae
- Phyllopsammia † de la subfamilia Pavonitininae, aceptado como Pavonitina